# 雙重積分器

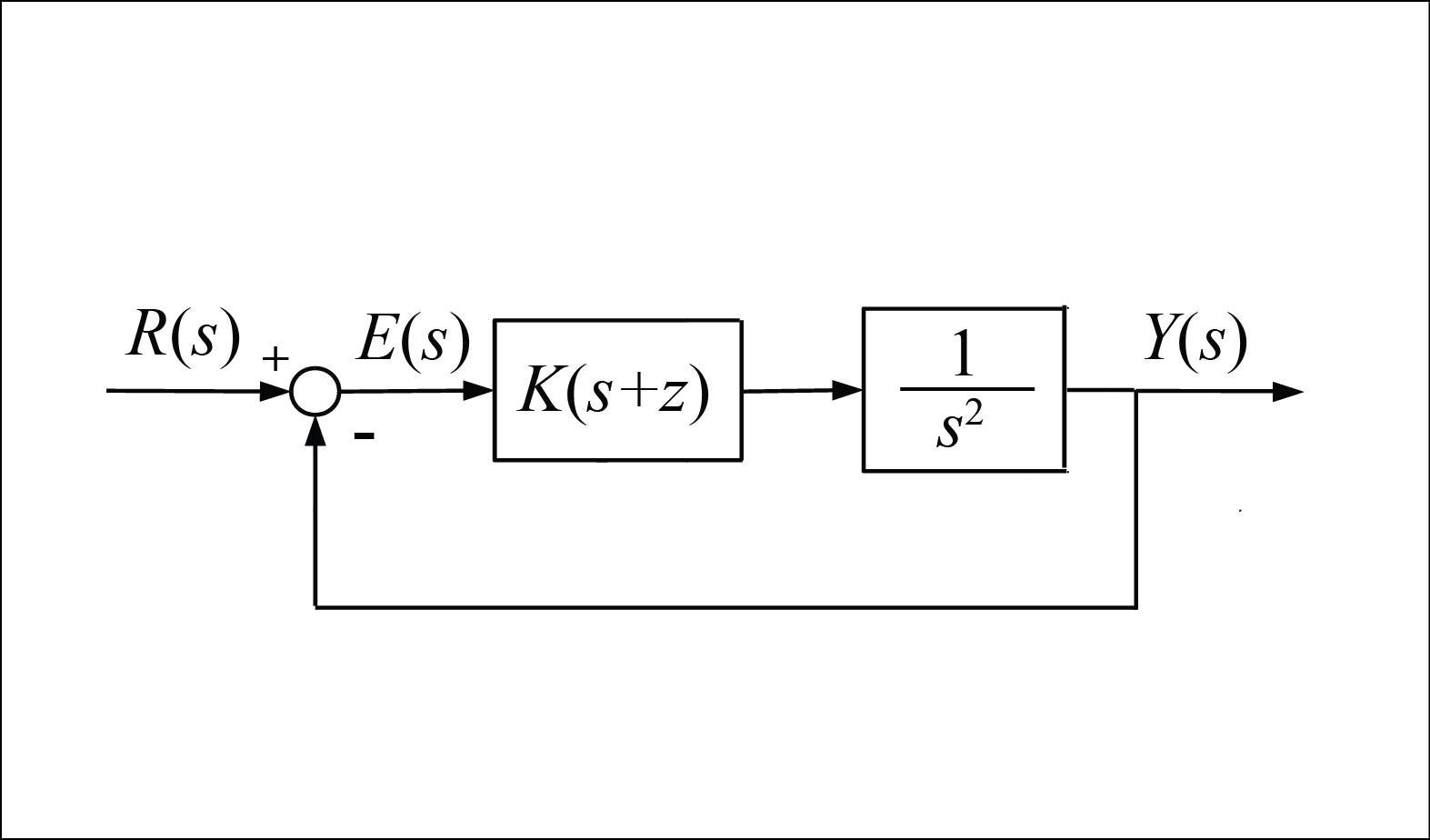
一個用PD控制來控制的系統，此系統的受控體是双重积分

雙重積分器（double integrator）是控制理論中，典型二階控制系統的例子。
例如一質量在一維空間內，受時變力{\displaystyle {\textbf {u}}}輸入下的位置變化，就可以用雙重積分器表示。加速度積分後則為速度，速度積分後則為位置。
在控制系統的觀點來看，雙重積分器有二個在原點的極點（重複極點），而且相位差到-180度，本身就是不穩定的，需要利用回授控制使其穩定。一般會用PD控制或是PID控制來穩定雙重積分器。

## 狀態空間表示法
雙重積分器的正規化狀態空間模型如下
{\displaystyle {\dot {\textbf {x}}}(t)={\begin{bmatrix}0&1\\0&0\\\end{bmatrix}}{\textbf {x}}(t)+{\begin{bmatrix}0\\1\end{bmatrix}}{\textbf {u}}(t)}
{\displaystyle {\textbf {y}}(t)={\begin{bmatrix}1&0\end{bmatrix}}{\textbf {x}}(t).}
依照此模型，輸入{\displaystyle {\textbf {u}}}是輸出{\displaystyle {\textbf {y}}}的二階導數，因此名為雙重積分器。

## 傳遞函數表示法
將上述狀態空間的輸入輸出方程式作拉氏變換，可以得到其傳遞函數為
{\displaystyle {\frac {Y(s)}{U(s)}}={\frac {1}{s^{2}}}.}